# Пичкунов, Александр Николаевич
Александр Николаевич Пичкунов (род. 6 мая 1979 года) — профессиональный российский кикбоксер и боец Кёкусинкай карате, участвовавший в турнирах K-1.

## Спортивная карьера
В 1993 году Пичкунов начал тренировки по Кёкусинкай карате под руководством Гостева С.А. и Алымова А.Н. В 1999 году Пичкунов стал бронзовым призёром чемпионата мира, проходившем в Японии.. Александр был единственным призёром тех соревнований, имевшим первый кю: все остальные победители носили чёрные пояса.
В 2009 году Пичкунов был приглашён в Бразилию на турнир «Итигеки» для проведения боя по правилам K-1 против местного бойца Эспедито.

### Титулы
- 1999 — бронзовый призер чемпионата России по кекусинкай ИФК в Перми
- 1999 — бронзовый призёр Чемпионата мира по киокусинкай ИКО в абсолютной весовой категории
- 2000 — серебряный призёр Кубка России по киокусинкай Екатеринбурге
- 2001 — победитель Кубка России по киокусинкай в Екатеринбурге
- 2001 — 4 место на Чемпионате мира по киокусинкай ИКО в Осаке
- 2004 — серебряный призёр Чемпионата России по киокусинкай ИКО в Перми
- 2005 — бронзовый призёр Чемпионата мира по киокусинкай ИКО в Токио
- 2007 — финалист этапа мирового Гран-при K-1 на Гавайях[3]
- 2008 — участник финальной части мирового Гран-при K-1 в Тайбэе[4]